# Latiaxis
Latiaxis is een geslacht van weekdieren uit de klasse van de Gastropoda (slakken).

## Soorten
- Latiaxis cerinamarumai Kosuge, 1980
- Latiaxis filiaris Shikama, 1978
- Latiaxis hayashii Shikama, 1966
- Latiaxis mawae (Gray [in Griffith & Pidgeon], 1834)
- Latiaxis nippooleifera Chino, 2014
- Latiaxis pilsbryi Hirase, 1908